# Eobania
Eobania P. Hesse, 1913 è un genere di molluschi gasteropodi terrestri della famiglia Helicidae.

## Tassonomia
Il genere comprende due specie viventi:
- Eobania constantina (E. Forbes, 1838)
- Eobania vermiculata (O. F. Müller, 1774)

Sono inoltre note due specie fossili:
- Eobania magnilabiata (Sacco, 1884) †
- Eobania vermicularia (Michelotti, 1840) †